# Desempleo en España

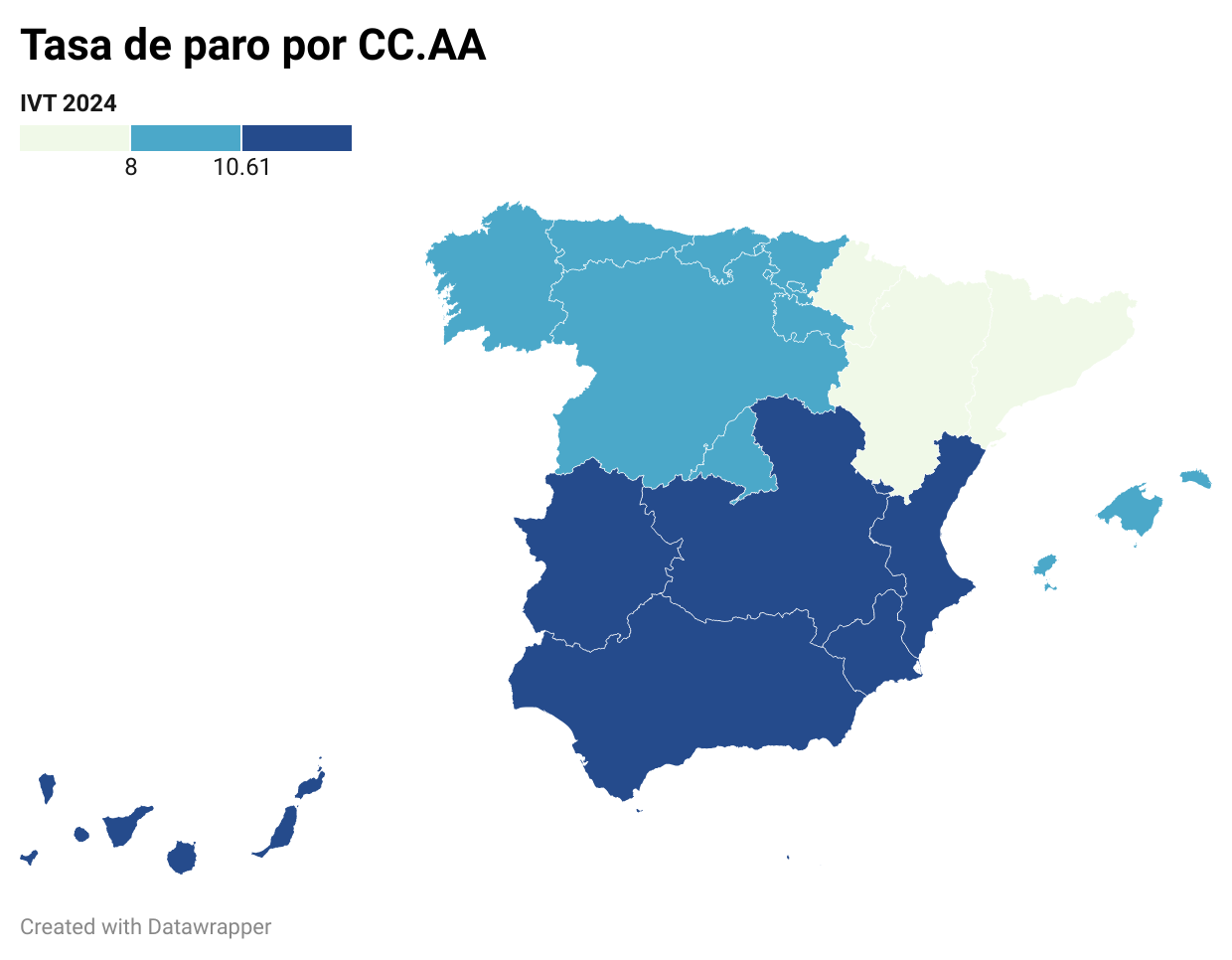
Mapa del desempleo por comunidades, 2024

El desempleo o paro en España incluye el número de personas desempleadas en España. Según el INE, en España en el cuarto trimestre de 2024, la EPA mostraba una cifra de 2 595 500 personas paradas, con una tasa de paro de un 10,61 %. La tasa de desempleo en España en noviembre de 2022 era la más alta entre los países de la Unión Europea.
Tradicionalmente, incluso en épocas de bonanza económica, el desempleo en España se ha mantenido alto lo que indicaría una situación de desempleo estructural. España tiene un índice de pobreza alto respecto a los países de la Unión Europea y un alto grado de desigualdad social causado por la desigualdad de ingreso (véase en este sentido la lista de países por igualdad de ingreso).
En 2008 con la crisis financiera, la tasa de desempleo creció rápidamente, superando el 20 % en 2010 y llegó a alcanzar el 23,67 % de la población activa en el tercer trimestre de 2014. El 34,6 % de los menores de 25 años se encontraba en desempleo en 2018. A finales de 2021 la variación anual en todos los grupos de edad era a la baja, salvo en el grupo de 55 años y más.
El paro es un problema mayor en el sur y oeste de España, con mayor incidencia en la provincia de Cádiz, zonas menos industrializadas y que estuvieron más expuestas a la burbuja inmobiliaria y la crisis económica española de 2008-2015. Desde hace varios años, es una de las mayores preocupaciones de la sociedad española, tan solo superada por la crisis económica seguida de la preocupación por la sanidad y los problemas políticos.

## Sistemas de medición

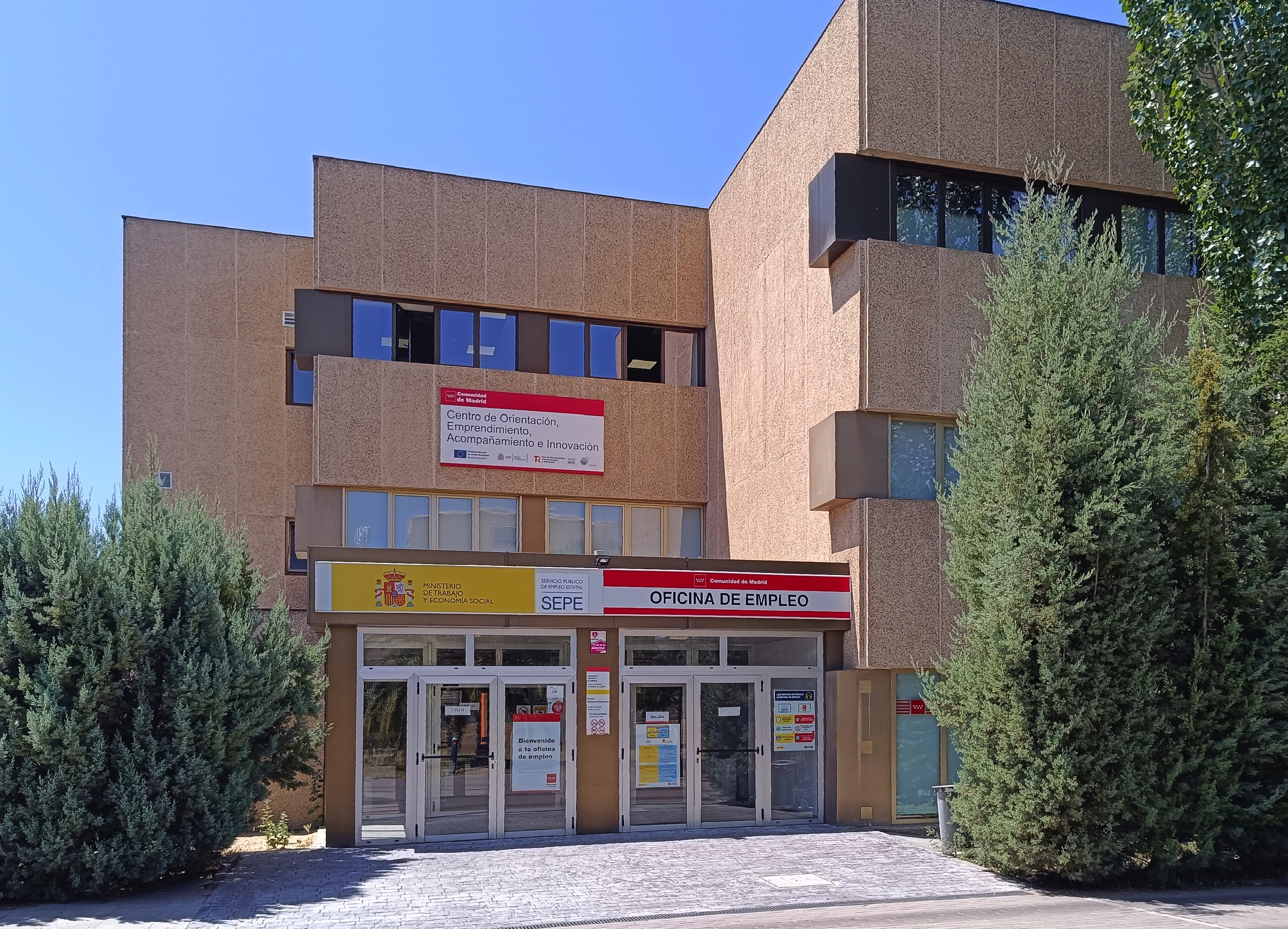
Una Oficina de Empleo conjunta de la Comunidad de Madrid y el Servicio Público de Empleo Estatal (SEPE)

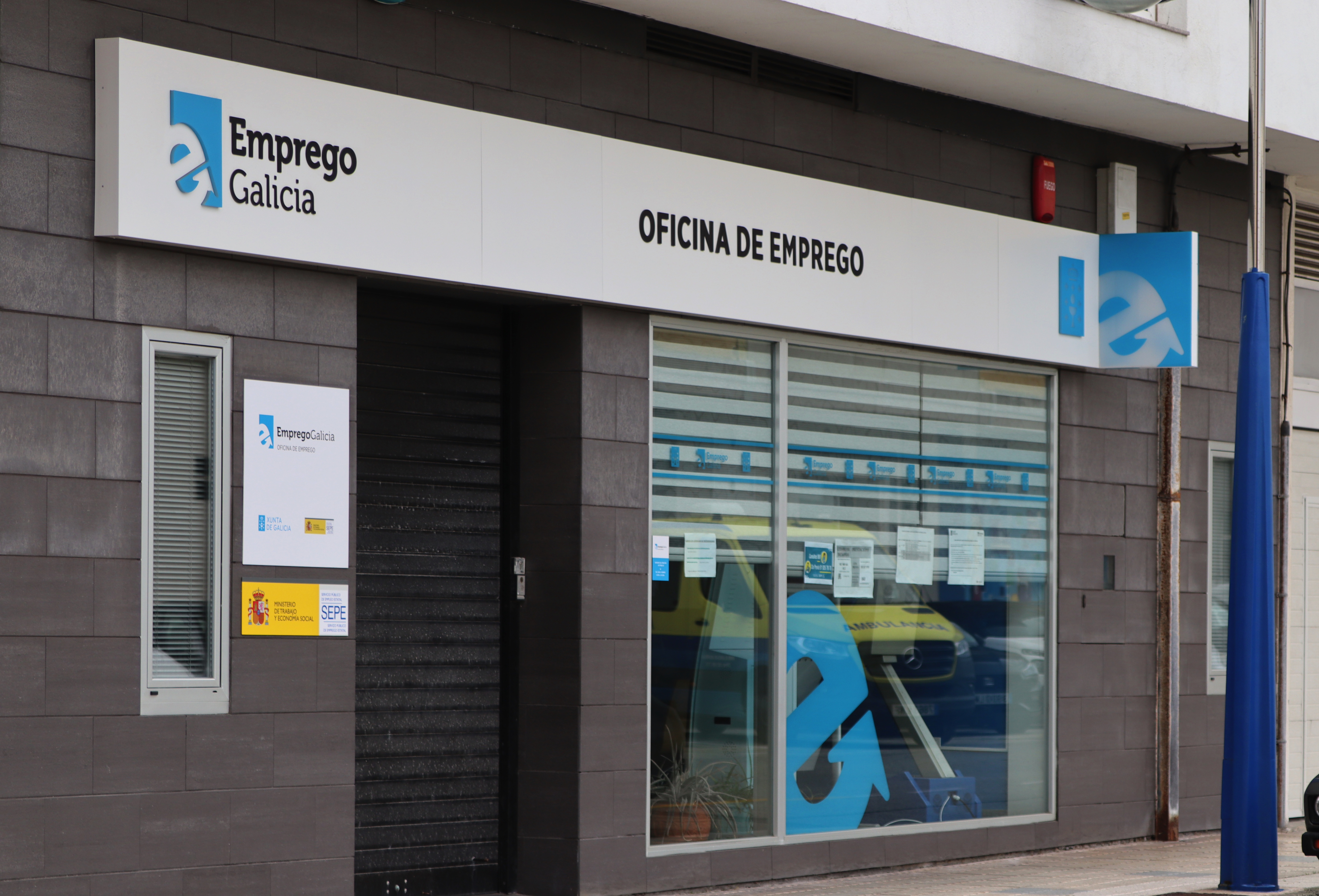
Oficina de Empleo de la Junta de Galicia en Burela, Lugo

La medición del paro en España se realiza mediante dos vías: la Encuesta de Población Activa que cada trimestre confecciona el Instituto Nacional de Estadística, y el paro registrado, que es la cifra de personas que están inscritas en las oficinas del SEPE (antes INEM). Existen discrepancias entre las dos cifras porque hay personas desempleadas que no están registradas en las oficinas de empleo, porque ya han desistido de buscar un trabajo a través del SEPE o por alguna otra razón. Por eso se considera más fiable la EPA, que los datos del paro registrado.[cita requerida]
La tasa de desempleo o la tasa de paro, se obtiene trimestralmente mediante un procedimiento conocido con el nombre de Encuesta de Población Activa. Cada tres meses el Instituto Nacional de Estadística encuesta a unos hogares con preguntas referentes a su historia laboral reciente.
La encuesta divide a la población de 16 años o más años en cuatro grupos:
- Ocupados: son las personas que han realizado trabajo remunerado, así como las que tienen empleo pero están ausentes por enfermedad, huelgas o vacaciones.

- Desempleados: son las personas que no están ocupadas, pero que han buscado trabajo activamente o están esperando volver a trabajar. Más exactamente, una persona está desempleada si no está trabajando y ha realizado esfuerzos específicos por encontrar empleo durante las cuatro últimas semanas, 2) ha sido suspendida de empleo y está esperando a ser llamada nuevo o 3) está esperando a ocupar un trabajo el mes siguiente. Además debe declarar que ha hecho un esfuerzo concreto (como acudir a empresas locales responder a anuncios de ofertas de trabajo) por encontrar un empleo.

- Inactivos: esta categoría comprende el porcentaje de la población adulta que está estudiando, realizan tareas domésticas, jubilada, imposibilitada para trabajar o que simplemente no está buscando trabajo.

- Población activa: comprende a las personas que están ocupadas y las desempleadas.

La tasa de desempleo se calcula como el número de desempleados dividido por la población activa, y se expresa en forma de porcentaje. Es decir, no es una proporción entre el total de la gente desempleada y el total de la población, sino el de aquella que se denomina económicamente activa.

## Tasa de desempleo
Tasas de desempleo en porcentaje sobre la población activa correspondientes al cuarto trimestre de cada año, según el INE:
Evolución de la tasa de desempleo en España (%)

## Ocupados y desempleados en España

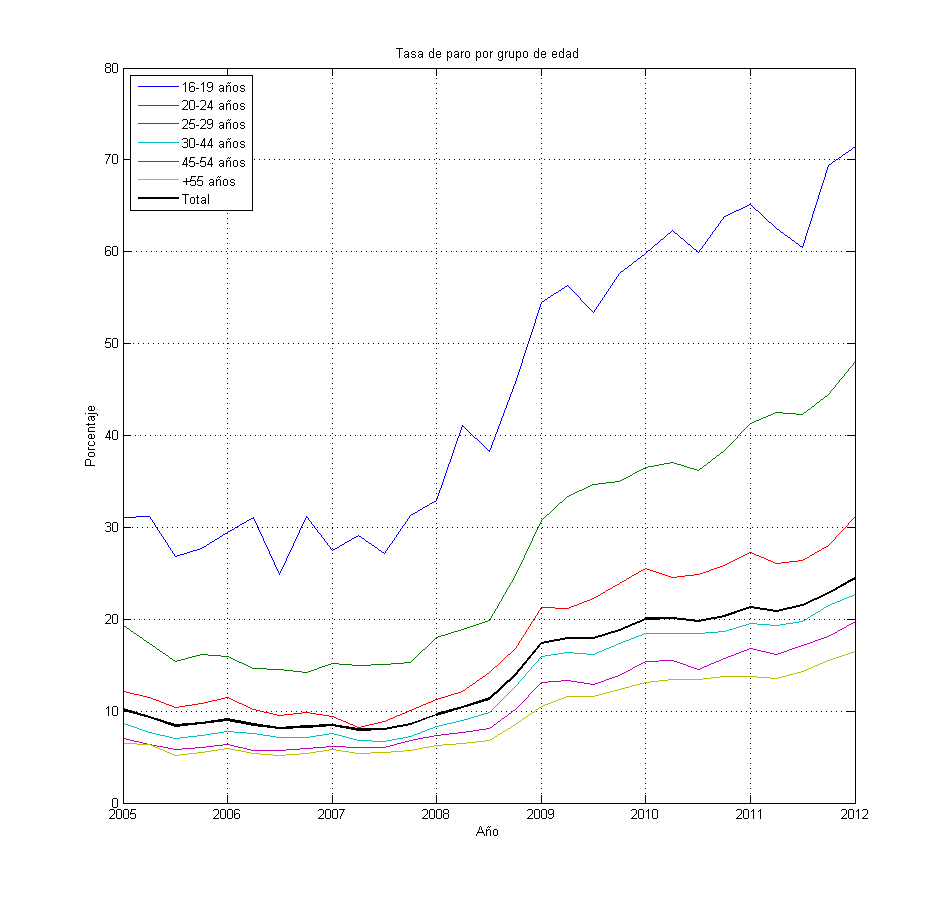
Paro por grupo de edad desde 2005 a 2012. El paro juvenil ha sido el que más ha aumentado en los últimos años

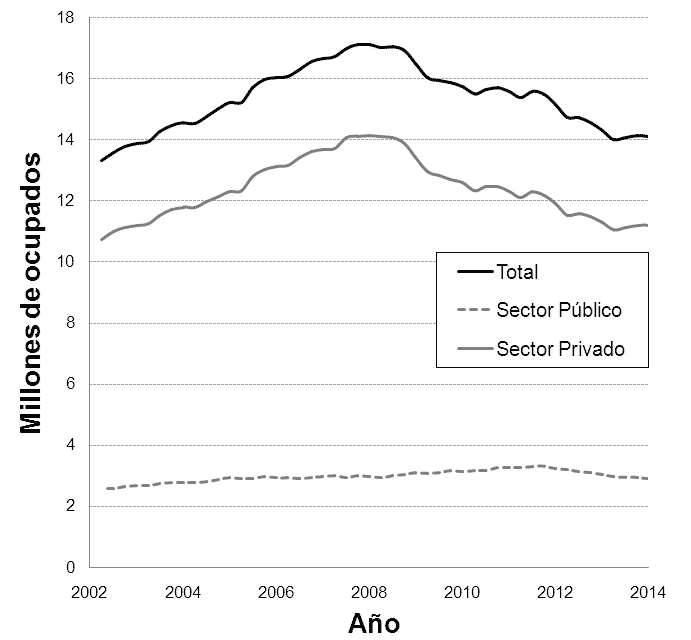
Empleo en el sector público y en el sector privado

La estadística del desempleo está regulada en España por la Orden de 11 de marzo de 1985 por la que se establecen los criterios estadísticos para la medición del paro registrado.

### Número de ocupados en España
Número de ocupados (empleados) en el cuarto trimestre de cada año, según la Encuesta de Población Activa del INE:
| Año  | Número de empleados |
| ---- | ------------------- |
| 2002 | 16 991 000          |
| 2003 | 17 740 000          |
| 2004 | 18 490 000          |
| 2005 | 19 509 000          |
| 2006 | 20 195 000          |
| 2007 | 20 717 000          |
| 2008 | 20 055 000          |
| 2009 | 18 890 000          |
| 2010 | 18 674 000          |
| 2011 | 18 153 000          |
| 2012 | 17 339 000          |
| 2013 | 17 135 000          |
| 2014 | 17 569 000          |
| 2015 | 18 094 000          |
| 2016 | 18 508 000          |
| 2017 | 18 998 000          |
| 2018 | 19 564 000          |
| 2019 | 19 967 000          |
| 2020 | 19 334 000          |
| 2021 | 20 185 000          |
| 2022 | 20 464 000          |
| 2023 | 21 267 000          |
| 2024 | 21 858 000          |

### Número de desempleados en España
Número de desempleados (parados) en el cuarto trimestre de cada año, según la Encuesta de Población Activa del INE:
| Año  | Número de desempleados |
| ---- | ---------------------- |
| 2002 | 2 232 000              |
| 2003 | 2 276 000              |
| 2004 | 2 176 000              |
| 2005 | 1 860 000              |
| 2006 | 1 819 000              |
| 2007 | 1 942 000              |
| 2008 | 3 206 000              |
| 2009 | 4 335 000              |
| 2010 | 4 702 000              |
| 2011 | 5 287 000              |
| 2012 | 6 021 000              |
| 2013 | 5 935 000              |
| 2014 | 5 457 000              |
| 2015 | 4 779 000              |
| 2016 | 4 237 000              |
| 2017 | 3 766 000              |
| 2018 | 3 304 000              |
| 2019 | 3 192 000              |
| 2020 | 3 720 000              |
| 2021 | 3 104 000              |
| 2022 | 3 024 000              |
| 2023 | 2 831 000              |
| 2024 | 2 595 500              |

### Ocupados y parados, por género
Números absolutos en miles de personas en el cuarto trimestre de 2024 :
|         | Ocupados | Parados | Tasa de actividad | Tasa de paro |
| ------- | -------- | ------- | ----------------- | ------------ |
| Hombres | 11.706,6 | 1.232,9 | 63,7%             | 9,5%         |
| Mujeres | 10.151,2 | 1.362,6 | 53,6%             | 11,8%        |
| Ambos   | 21.857,9 | 2.596,0 | 58,5%             | 10,6%        |

## Mercado laboral de España
En 2013, el Fondo Monetario Internacional consideraba que en el mercado laboral español existe una dualidad que es fuente de insolidaridad intergeneracional. En el que han convivido a lo largo de los últimos años por una parte trabajadores, en general de más edad, con contratos de trabajo de carácter indefinido, con una mayor protección laboral e incrementos salariales elevados con otros trabajadores, en general más jóvenes, con contratos de carácter temporal y bastante desprotegidos. Esta dualidad ha producido efectos negativos sobre la productividad ya que en estos contratos temporales, empleador y empleado no han tenido incentivo en la formación laboral y en el que el régimen de negociación de subidas salariales ha hecho que el ajuste de la crisis se haya hecho básicamente vía despido de los contratados temporales y perjudicado la creación de empleo, lo que había incidido en la elevación de la tasa de desempleo de los jóvenes a un 57,2 % en 2013. A finales de 2024, la tasa de desempleo entres los jóvenes menores de 25 años había bajado a un 24,9%.

## Causas del desempleo en España

### Desempleo estructural
Se considera parado de larga duración a la persona inscrita como demandante de empleo, de forma ininterrumpida, durante un periodo superior a un año.
España sufre un alto nivel de desempleo estructural. Desde la crisis económica y financiera de la década de 1980, el desempleo nunca ha bajado del 8 %. España es el segundo país de la OCDE con mayor tasa de desempleo, por debajo solamente de Grecia. En los últimos treinta años la tasa de paro española ha rondado el doble de la media de los países desarrollados, tanto en épocas de crecimiento como en crisis.
Desde la salida de la crisis de los años 1990, el desempleo descendió desde los 3,6 millones de personas hasta los dos millones, pero se estancó en esa cifra durante toda la época de bonanza hasta la crisis económica de 2008-2011. En el año 2003 la tasa de paro era del 11,5 %, considerada como una buena cifra en España, pese a que es una tasa de paro que la mayoría de países industrializados solo alcanza en épocas de crisis económica. En el año 2007, en el que se alcanzó la tasa de paro más baja en treinta años [cita requerida], había 1,8 millones de parados.

#### Puntos de vista
Desde los sectores de la derecha política española se considera que el desempleo estructural se debe a los altos costes laborales unitarios, debidos a los impuestos, las cotizaciones sociales, y se afirma que la reducción de estos costes fomentaría la contratación. Sin embargo, los gobiernos de José María Aznar, del Partido Popular, entre 1996 y 2004 no rebajaron las cotizaciones sociales ni los impuestos a las rentas más bajas, pero el crecimiento económico de su etapa de gobierno permitió que se creasen cinco millones de puestos de empleo.

El expresidente Mariano Rajoy (PP), entonces líder de la oposición, al criticar el paro durante los últimos meses de la legislatura de Rodríguez Zapatero (PSOE),—expresó que: «España se encontraba en la “Champions League” de la economía mundial».

### Desempleo coyuntural

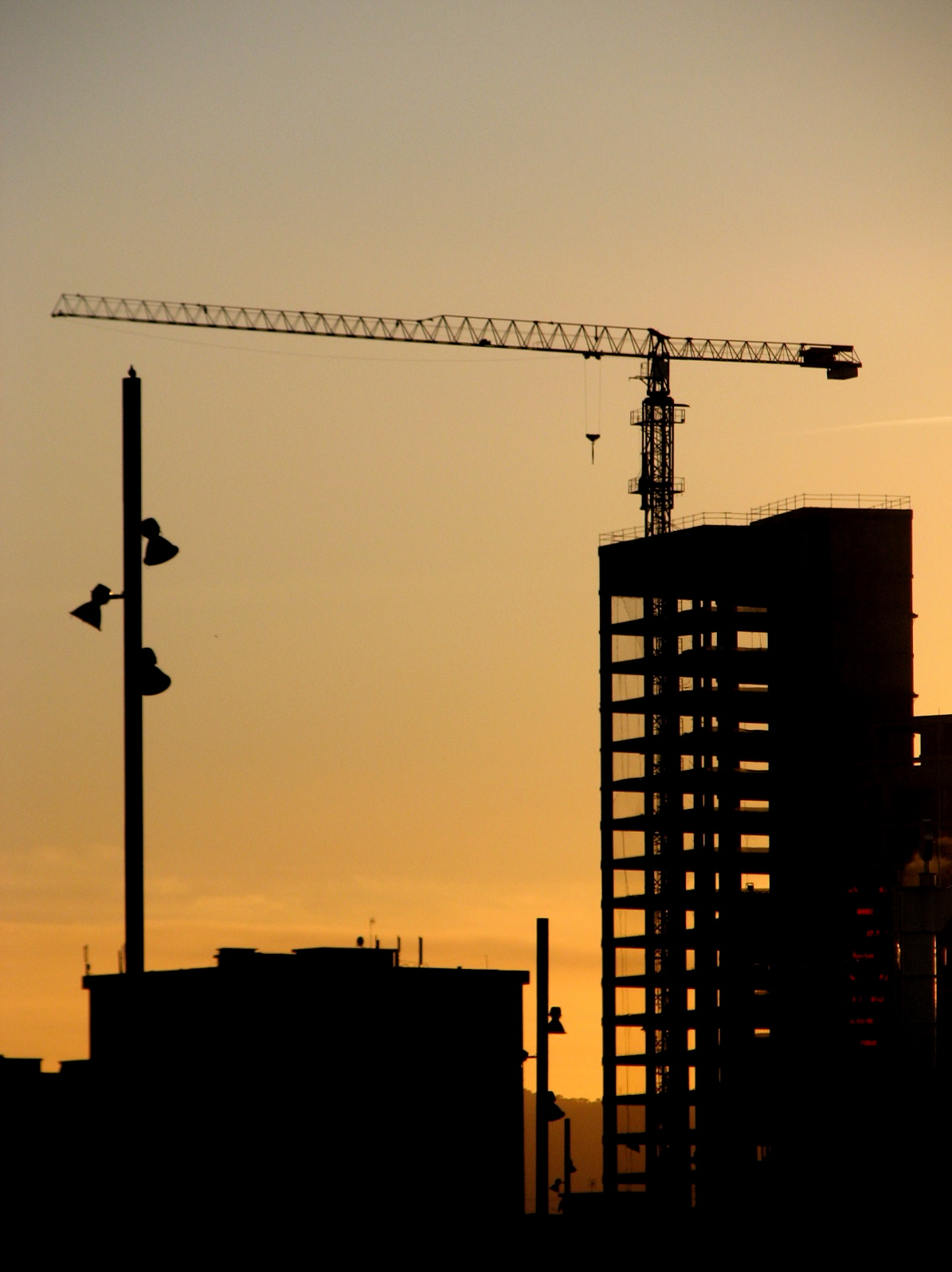
Después de la burbuja inmobiliaria y la crisis de deuda soberana del 2011 el paro ascendió en España hasta un 23 %, lo que puso la cifra de parados cerca de los 5 millones

La economía española se ha sustentado, durante los últimos cincuenta años, en un modelo productivo mucho más intensivo en mano de obra que en capital e impulsado por sectores de bajo valor añadido, como son la construcción y el turismo, los cuales, al final de la última época de bonanza, copaban la mitad de la producción nacional. En el año 2008, el del inicio de la crisis, el ladrillo suponía el 18 % del PIB español, las industrias auxiliares de este, el 21 %, y el turismo, el 11 %. El hundimiento del sector de la construcción de España tras el estallido de la burbuja inmobiliaria propició un aumento del desempleo a una gran velocidad. El récord trimestral se alcanzó en el primer cuarto de 2009 con 800 000 puestos de trabajo destruidos en sólo tres meses.
Durante los últimos lustros, los sucesivos gobiernos no sólo no han impedido la especulación inmobiliaria, sino que incluso la han definido como un modelo económico sostenible y han instado a los ciudadanos a participar en ella. Los cargos políticos negaban la existencia de una burbuja especulativa en el sector de la construcción, y cuando esta ya era evidente, no tomaron medidas para atajar los efectos de su estallido.
En los años que duró la crisis de 2008 se destruyeron 3,8 millones de puestos de trabajo, pasando de 20,7 millones de ocupados al final de 2007 a los 16,9 millones[¿cuándo?], según la Encuesta de Población Activa. La tercera parte de los empleos perdidos, unos 750 000, correspondían al sector de la construcción.

## Consecuencias del desempleo en España

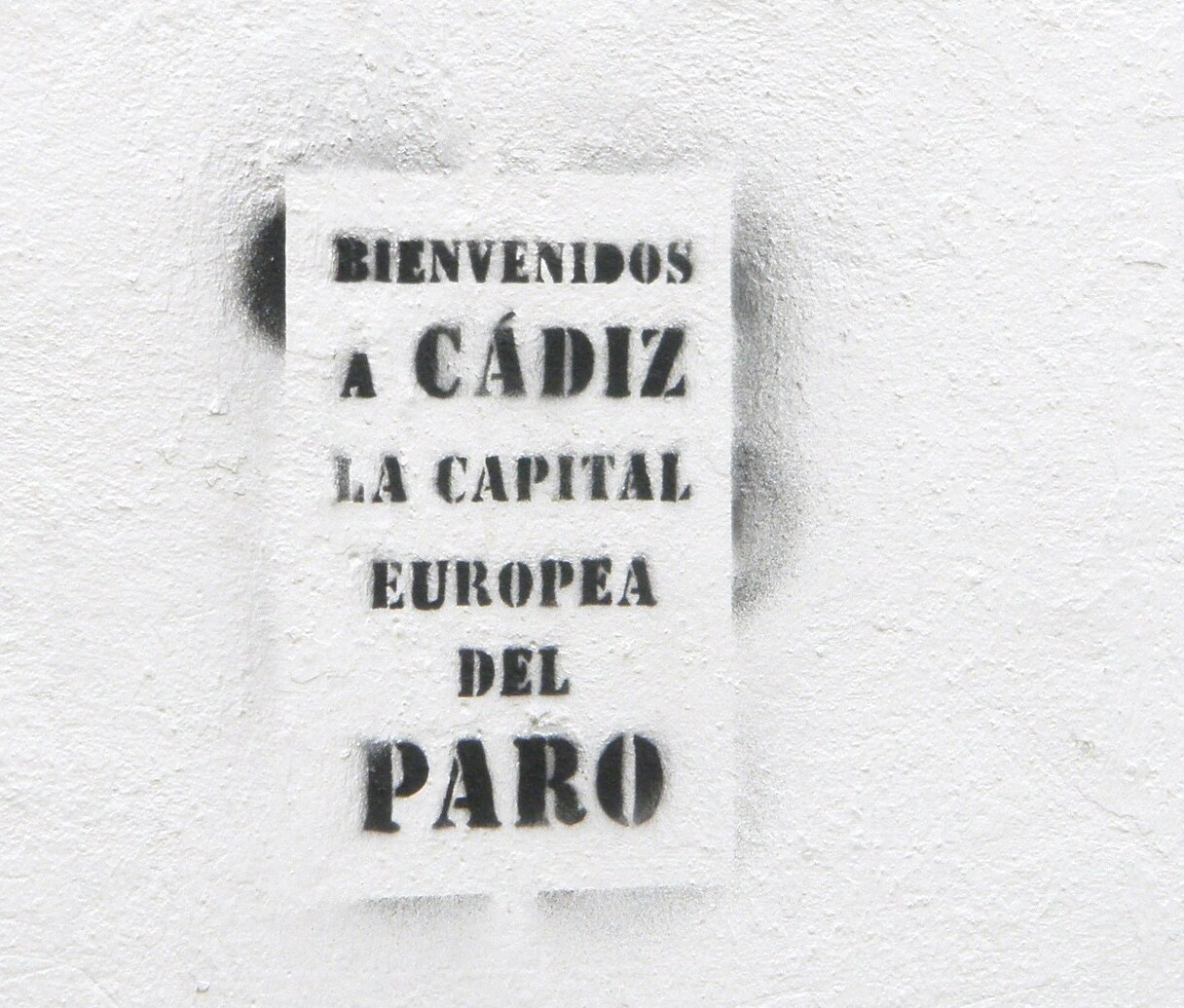
Grafiti sarcástico sobre la elevada tasa de paro en Cádiz

### Consecuencias socioeconómicas
El desempleo está reduciendo los ingresos de las familias y por tanto su calidad de vida incidiendo en el consumo interno. Se deteriora la salud mental de los desempleados y sus familias. Se alarga el período de emancipación y por tanto disminuye la natalidad -ante la imposibilidad de formar una familia con mínimas garantías económicas-. Se dispara la exclusión social, aumentan los desahucios provocados por la crisis, aumentan los impagos de facturas básicas incrementándose el número de pobres energéticos. La denominada pobreza energética impide a las familias pagar las facturas de suministros básicos como el agua, luz y gas.

## Protección por desempleo
En España la protección por desempleo tiene dos niveles:
Prestación contributiva
La prestación por desempleo, comúnmente llamada "el paro", es una protección económica a la que puede acceder toda persona que haya trabajado y cotizado durante, como mínimo, un año desde que empezó a trabajar o desde la última vez que percibió esta prestación.
La duración de esta prestación es igual a la tercera parte del tiempo que el trabajador haya cotizado, está entre el 50 y el 70 % del salario del trabajador en su anterior empleo, existiendo unos límites superiores e inferiores.
Subsidio de desempleo
En el caso de que un trabajador haya cesado de su actividad laboral y no tenga derecho a la prestación contributiva, o la haya agotado, podría tener acceso al subsidio por desempleo ("la ayuda") si cumple ciertos requisitos.
La cuantía del subsidio es de 426 euros al mes.
El gobierno desarrolló un programa llamado "PREPARA", mediante el cual se recibe una ayuda económica de 399,38 euros al mes durante seis meses. El beneficiario tiene la obligación de participar en actuaciones encaminadas a su recualificación.
Una revisión sistemática en 47 estudios, en país como Estados Unidos, Canadá y España, sobre el impacto que tiene el cese de los beneficios por desempleo en la tasa de búsqueda de empleo de los beneficiarios. Eliminar los beneficios resulta en un aumento de alrededor del 80% en la tasa de salida del desempleo, efecto que se empieza a registrar aproximadamente dos meses antes de que cesen los beneficios. Por otro lado, no existe evidencia suficiente acerca del impacto sobre la tasa de gente que abandona su nuevo trabajo para volver a recibir beneficios.

### Desempleo por provincia

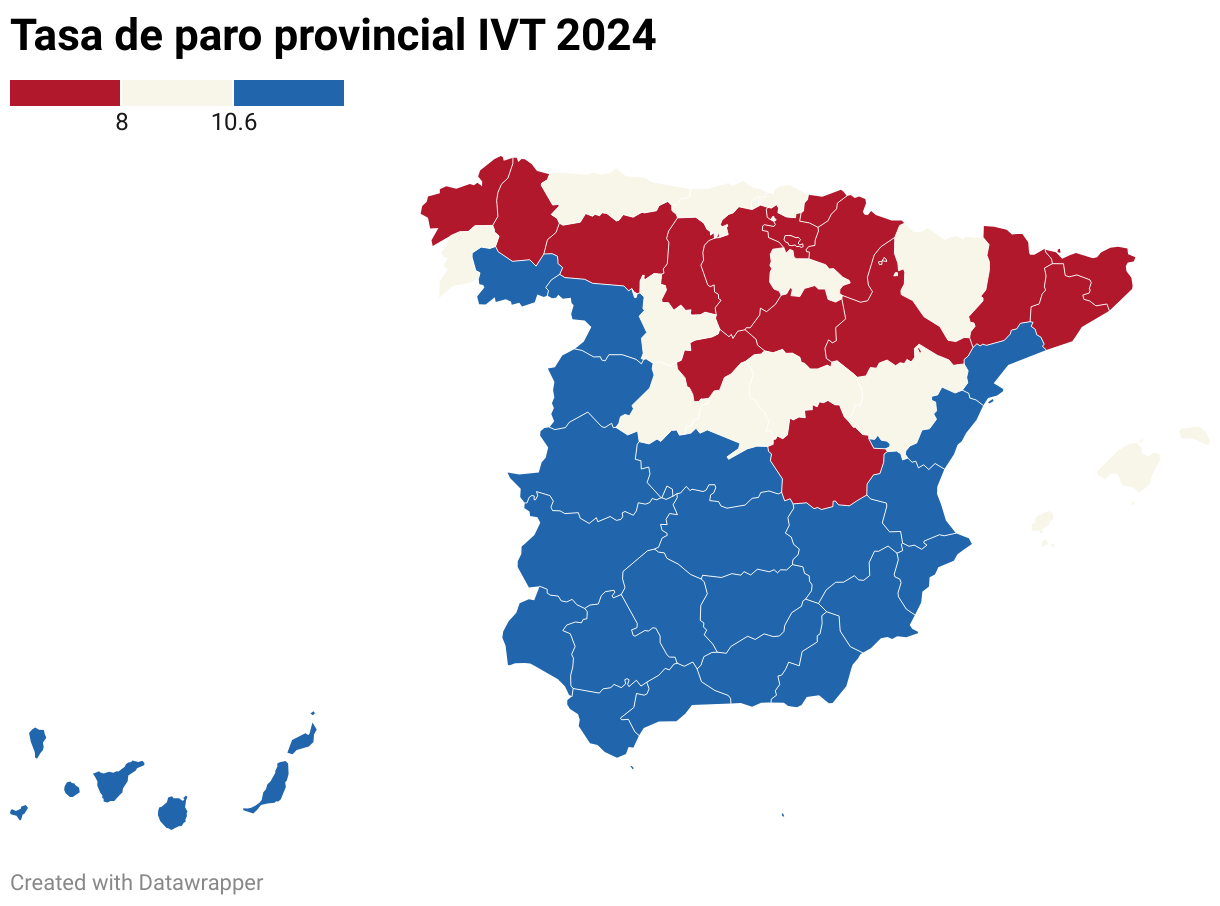
Tasa de Paro Provincial IVT 2024

## Desempleo por geografía

### Desempleo por ciudad o comunidad autónoma
Medias de los cuatro trimestres de cada año, según la Encuesta de Población Activa del INE:
| Ciudad o comunidad autónoma | 2005  | 2006  | 2007  | 2008  | 2009  | 2010  | 2011  | 2012  | 2013  | 2014  | 2015  | 2016  | 2017  | 2018  | 2019  | 2020  | 2021  | 2022  | 2023  | 2024  |
| --------------------------- | ----- | ----- | ----- | ----- | ----- | ----- | ----- | ----- | ----- | ----- | ----- | ----- | ----- | ----- | ----- | ----- | ----- | ----- | ----- | ----- |
| Andalucía                   | 13,80 | 12,22 | 13,96 | 21,66 | 26,27 | 28,04 | 31,01 | 35,71 | 36,26 | 34,23 | 29,83 | 28,25 | 24,43 | 21,26 | 20,80 | 22,74 | 20,18 | 19,00 | 17,60 | 15,76 |
| Aragón                      | 5,76  | 4,99  | 5,12  | 9,71  | 13,57 | 16,29 | 16,80 | 18,72 | 20,59 | 18,65 | 14,60 | 13,53 | 11,37 | 11,11 | 9,93  | 12,49 | 9,02  | 9,41  | 7,85  | 7,62  |
| Asturias, Principado de     | 9,30  | 9,09  | 8,00  | 10,00 | 14,13 | 16,61 | 18,84 | 23,82 | 22,29 | 20,78 | 20,33 | 14,59 | 14,64 | 12,86 | 13,14 | 13,50 | 10,01 | 14,39 | 11,81 | 8,09  |
| Baleares, Islas             | 7,50  | 6,34  | 9,35  | 12,05 | 19,45 | 21,78 | 25,49 | 24,30 | 22,72 | 18,88 | 17,02 | 13,80 | 12,61 | 10,91 | 9,91  | 17,34 | 14,90 | 10,91 | 11,38 | 8,20  |
| Canarias                    | 10,88 | 11,37 | 10,89 | 20,99 | 26,77 | 28,78 | 30,33 | 32,60 | 33,09 | 31,08 | 26,75 | 24,90 | 22,04 | 19,99 | 18,78 | 25,22 | 18,94 | 14,57 | 16,19 | 11,91 |
| Cantabria                   | 8,01  | 5,87  | 4,72  | 8,81  | 12,70 | 14,67 | 15,92 | 19,19 | 19,81 | 18,42 | 17,71 | 12,89 | 13,49 | 9,68  | 11,18 | 11,79 | 11,52 | 10,34 | 7,48  | 8,23  |
| Castilla y León             | 8,53  | 7,58  | 6,94  | 11,40 | 14,21 | 15,78 | 17,21 | 20,74 | 22,02 | 20,28 | 17,58 | 14,81 | 13,71 | 11,21 | 11,20 | 11,61 | 10,33 | 8,83  | 9,50  | 8,23  |
| Castilla - La Mancha        | 9,42  | 8,05  | 8,10  | 15,04 | 19,29 | 21,72 | 24,53 | 30,07 | 28,99 | 28,50 | 24,97 | 22,14 | 19,74 | 16,16 | 16,56 | 17,39 | 13,31 | 14,38 | 12,45 | 11,86 |
| Cataluña                    | 6,63  | 6,56  | 6,50  | 11,75 | 16,90 | 17,86 | 20,40 | 23,81 | 21,87 | 19,88 | 17,73 | 14,85 | 12,63 | 11,75 | 10,45 | 13,87 | 10,16 | 9,91  | 8,97  | 7,87  |
| Comunidad Valenciana        | 8,13  | 8,48  | 8,94  | 14,58 | 22,09 | 22,57 | 24,83 | 27,62 | 27,15 | 23,48 | 21,45 | 19,15 | 16,76 | 14,30 | 14,13 | 16,37 | 14,39 | 13,53 | 12,65 | 12,33 |
| Extremadura                 | 15,16 | 12,94 | 14,79 | 18,11 | 21,21 | 23,95 | 28,33 | 33,97 | 32,40 | 29,96 | 28,07 | 28,31 | 25,12 | 23,10 | 23,48 | 21,32 | 18,94 | 17,62 | 16,29 | 15,26 |
| Galicia                     | 9,14  | 7,88  | 7,46  | 9,64  | 12,80 | 15,62 | 18,17 | 21,13 | 21,88 | 20,87 | 17,74 | 16,29 | 14,71 | 12,04 | 11,74 | 11,66 | 11,01 | 10,63 | 9,15  | 8,67  |
| Madrid, Comunidad de        | 5,90  | 6,46  | 6,40  | 10,02 | 14,48 | 15,54 | 17,96 | 19,32 | 20,45 | 18,00 | 16,51 | 14,60 | 13,75 | 11,54 | 9,99  | 13,53 | 10,12 | 11,51 | 9,72  | 8,58  |
| Murcia, Región de           | 7,43  | 7,85  | 8,25  | 15,29 | 21,84 | 24,45 | 26,31 | 29,37 | 28,50 | 27,26 | 23,51 | 18,58 | 17,21 | 15,83 | 16,08 | 15,39 | 12,92 | 12,89 | 11,32 | 13,40 |
| Navarra, Comunidad Foral de | 5,92  | 4,59  | 4,28  | 8,13  | 10,51 | 11,77 | 13,80 | 17,17 | 16,44 | 14,92 | 13,53 | 10,01 | 9,63  | 9,99  | 9,01  | 11,65 | 9,93  | 10,09 | 9,32  | 6,60  |
| País Vasco                  | 6,45  | 6,92  | 5,90  | 8,48  | 12,13 | 10,98 | 13,16 | 16,60 | 16,58 | 16,60 | 12,89 | 12,27 | 10,57 | 9,58  | 9,09  | 9,96  | 8,43  | 8,66  | 6,33  | 8,17  |
| Rioja, La                   | 6,69  | 6,88  | 5,88  | 9,80  | 13,76 | 15,58 | 18,61 | 18,82 | 20,24 | 17,17 | 13,97 | 10,90 | 11,51 | 10,30 | 9,89  | 10,36 | 10,45 | 8,60  | 9,52  | 8,58  |
| Ceuta                       | 17,14 | 14,44 | 20,18 | 15,66 | 24,01 | 24,83 | 27,19 | 37,17 | 36,78 | 32,46 | 23,25 | 22,39 | 26,03 | 24,02 | 27,58 | 26,74 | 26,86 | 30,55 | 28,35 | 21,79 |
| Melilla                     | 12,33 | 9,86  | 17,43 | 16,17 | 19,87 | 24,46 | 24,84 | 26,41 | 33,79 | 29,52 | 32,64 | 27,38 | 24,62 | 23,85 | 26,81 | 23,83 | 20,24 | 21,20 | 27,42 | 25,80 |
| Total Nacional              | 8,71  | 8,26  | 8,57  | 13,79 | 18,66 | 20,11 | 22,56 | 25,77 | 25,73 | 23,70 | 20,90 | 18,63 | 16,55 | 14,45 | 13,78 | 16,13 | 13,33 | 12,87 | 11,76 | 10,61 |